# Horești (Ialoveni)
Horeşti è un comune della Moldavia situato nel distretto di Ialoveni di 3.615 abitanti al censimento del 2004